# Dinastia Gupta
Imperiul Gupta a fost un imperiu din antichitate de pe subcontinentul indian, care a existat de la mijlocul secolului al III-lea e.n. până la mijlocul secolului al VI-lea e.n. A fost cea de-a șaptea dinastie conducătoare din Magadha. La apogeul său, între aproximativ 319 și 467 d.Hr., se întindea peste o mare parte a subcontinentului indian. Această perioadă este considerată de către istorici Epoca de Aur a Indiei, deși această caracterizare a fost contestată de unii istorici. Dinastia conducătoare a imperiului a fost întemeiată de Gupta și cei mai importanți conducători ai dinastiei au fost Chandragupta I, Samudragupta, Chandragupta II, Kumaragupta I și Skandagupta.
Punctele de vârf ale acestei perioade sunt marile realizări culturale care au avut loc mai ales în timpul domniilor lui Samudragupta, Chandragupta II și Kumaragupta I. Multe epopee și surse literare hinduse, cum ar fi Mahabharata și Ramayana, au căpătat forma lor canonică în această perioadă. Perioada Gupta a produs savanți precum Kalidasa, Aryabhata, Varahamihira și Vatsyayana⁠(d), care au contribuit mult la progresele din mai multe domenii științifice. Știința și administrația politică au atins noi culmi în timpul erei Gupta. Perioada, uneori descrisă ca Pax Gupta (pacea dinastiei Gupta), a dat naștere la realizări în arhitectură, sculptură și pictură care „au stabilit standarde de formă și gust care au determinat întregul curs ulterior al artei, nu numai în India, ci cu mult dincolo de granițele ei”. Legăturile comerciale puternice au făcut din regiune un centru cultural important și au stabilit regiunea ca o bază care va influența regatele și regiunile din apropiere din India și Asia de Sud-Est. Se crede că și Puranele, poeme lungi anterioare acestei perioade și abordând o gamă largă de teme, au fost așternute în scris în această perioadă. Cârmuitorii imperiului erau hinduiști, iar brahmanii au prosperat în imperiul Gupta, dar Gupta erau toleranți și față de oamenii de alte credințe.
Imperiul a apus în cele din urmă din cauza unor factori precum pierderea substanțială de teritorii și a autorității imperiale cauzată de propriii lor vasali de odinioară, precum și din cauza invaziei popoarelor huna (kidariții și hunii alhon) din Asia Centrală. După prăbușirea Imperiului Gupta în secolul al VI-lea, India a fost din nou cârmuită de numeroase regate regionale.

## Galerie

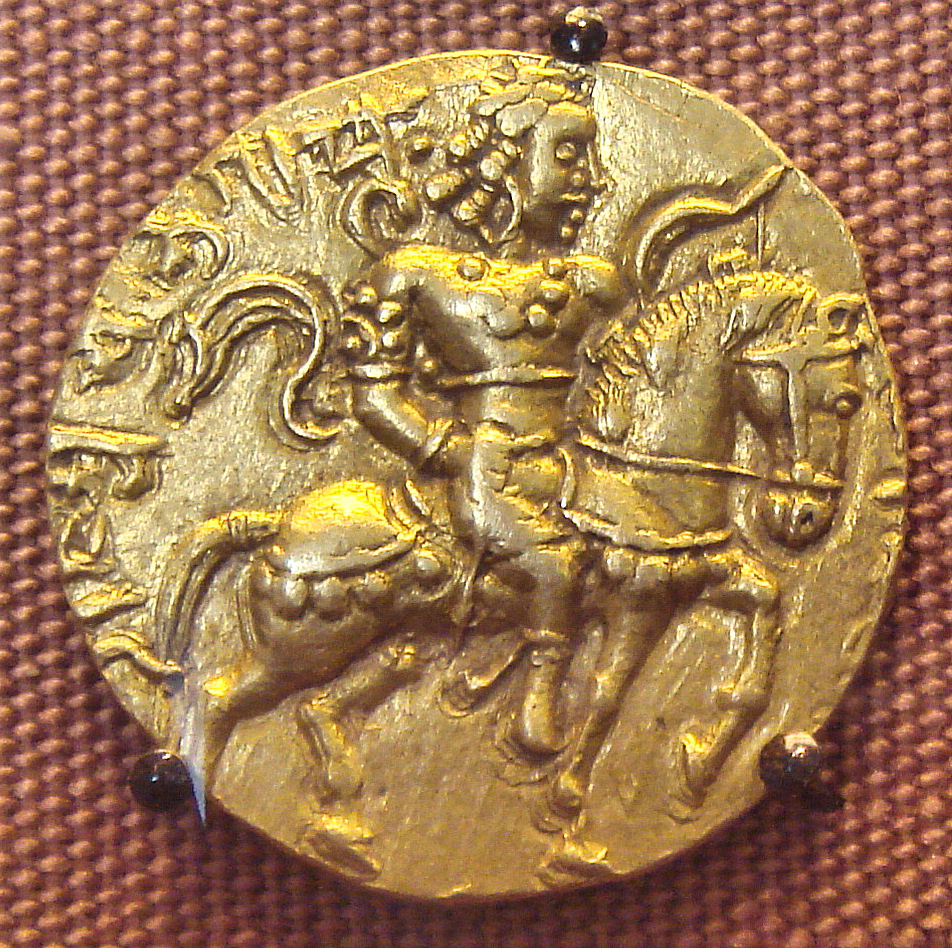
Chandragupta II călare reprezentat pe o monedă bătută în timpul domniei sale
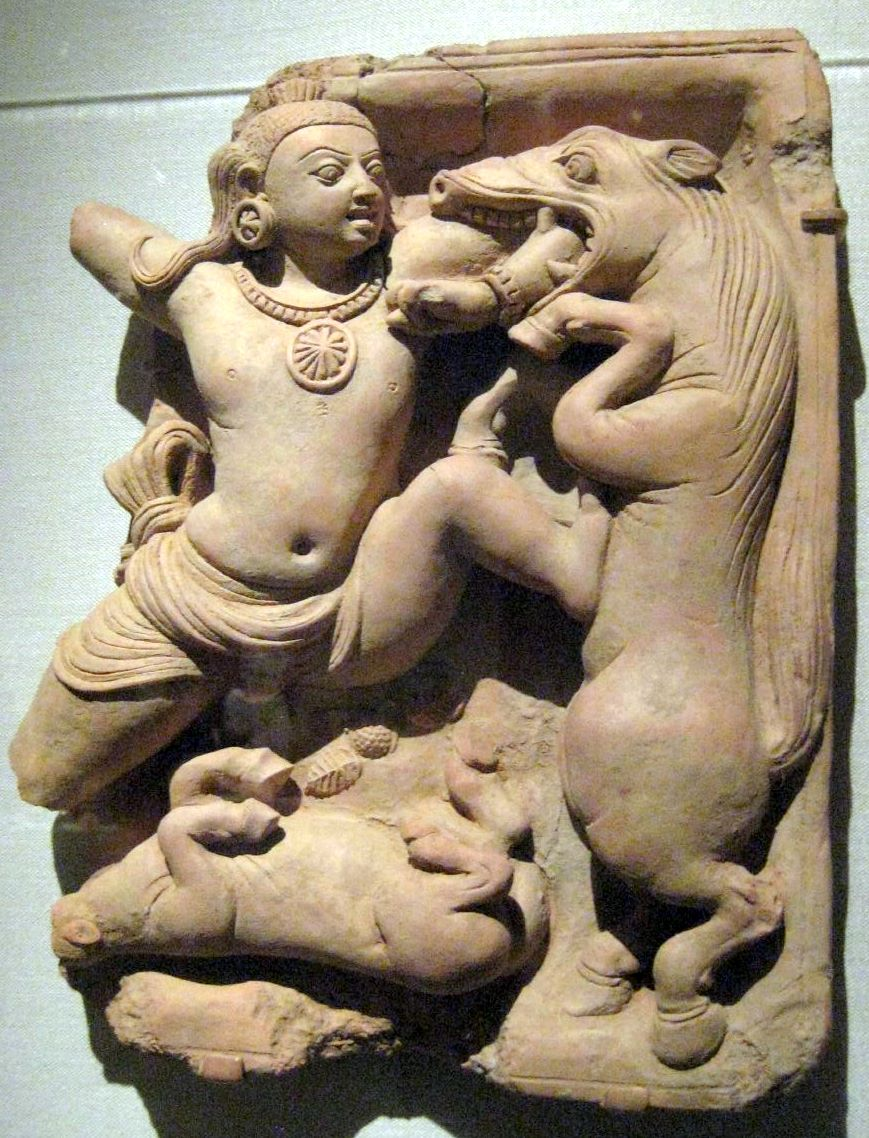
Zeul Krișna luptând cu calul demonic Keși, teracotă din secolul al V-lea
Pilonul de fier din Delhi
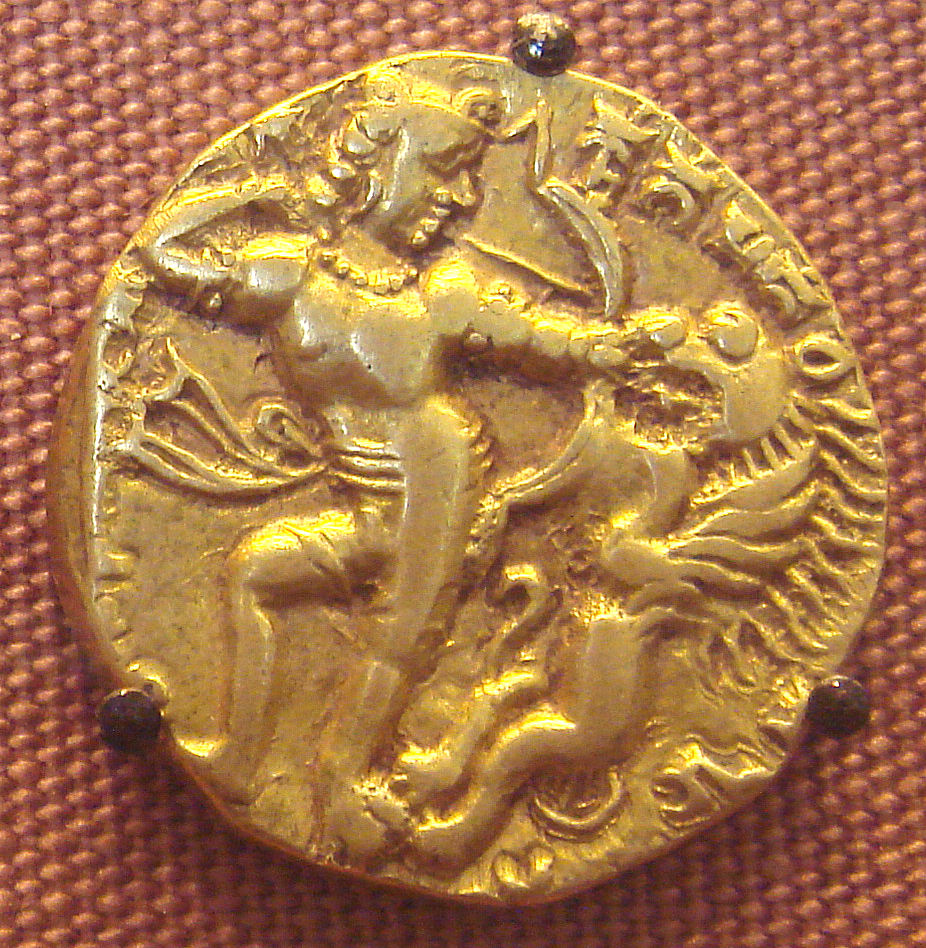
Kumaragupta I trăgând cu arcul într-un leu
Imperiul în anul 375 în timpul domniei lui Samudragupta
Imperiul în anul 450 în timpul domniei lui Kumaragupta I
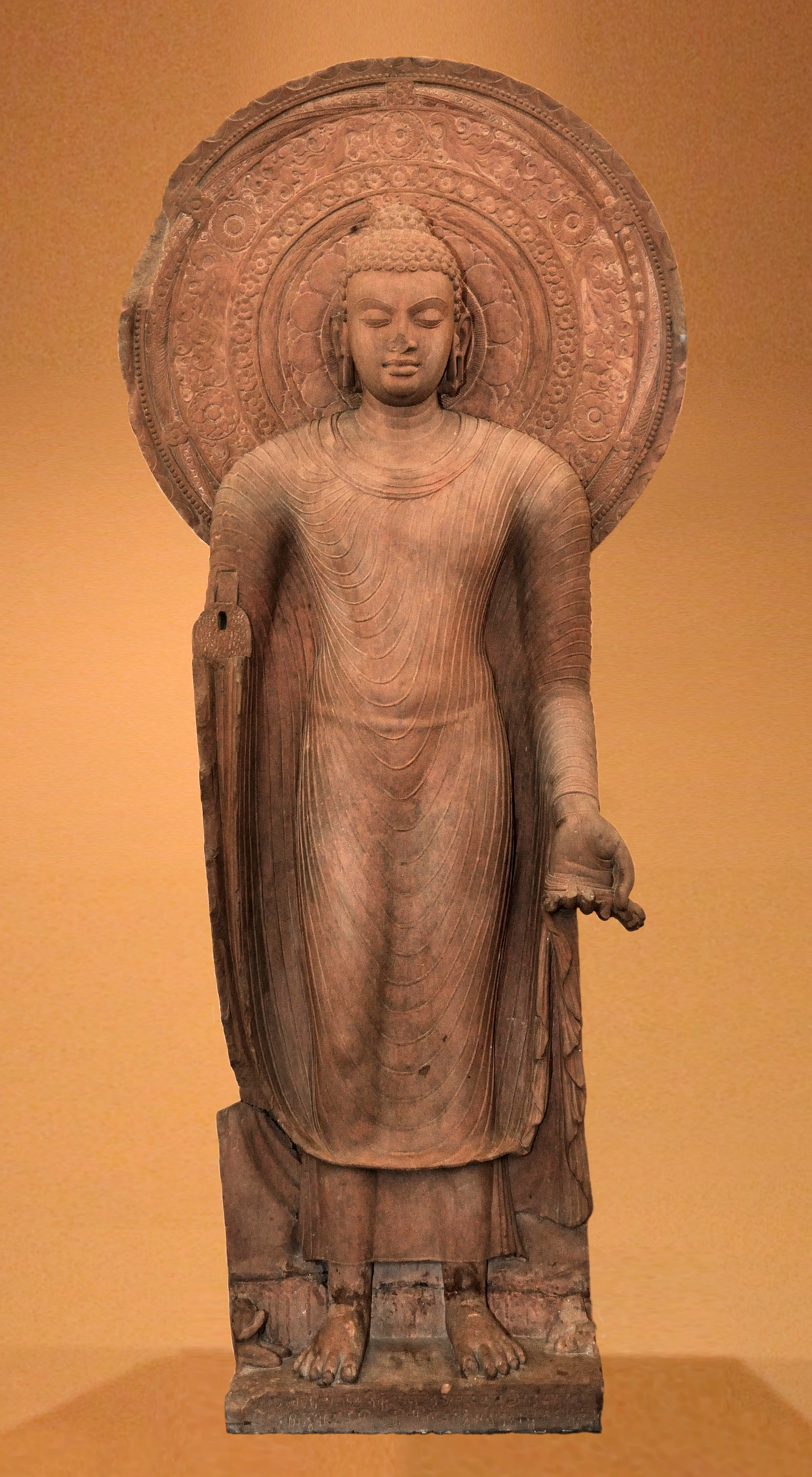
Statuia lui Buda din gresie roșie, secolul al V-Lea
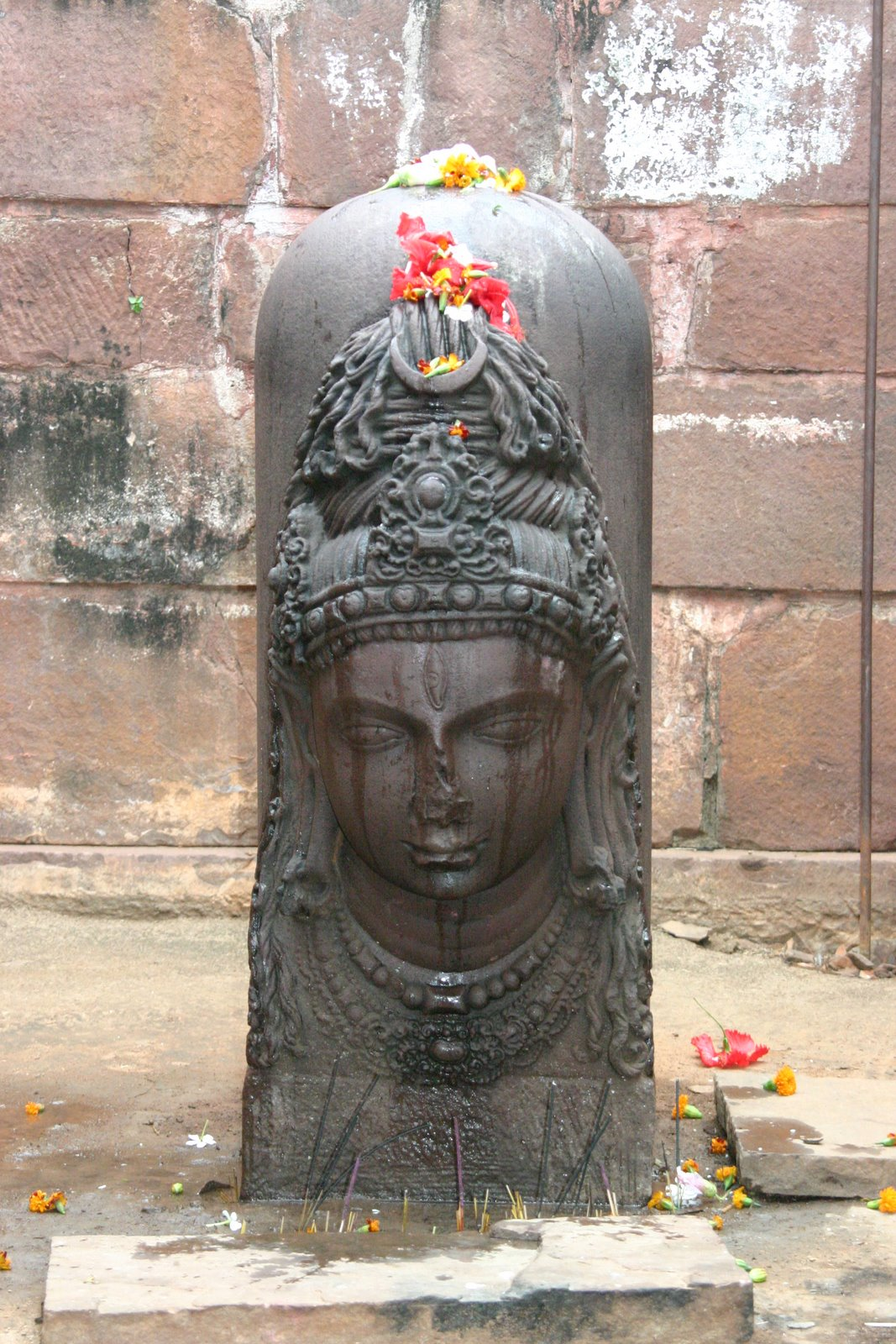
Lingamul (reprezentarea zeului Șiva) din templul Bhumara în Madhya Pradesh